# كييتا ناكانو
كييتا ناكانو (باليابانية: 中野 桂太) هو لاعب كرة قدم ياباني، ولد في 27 أغسطس 2002.